# Östangeln

Norfolk and Suffolk, huvuddelen av Östangeln. Cambridgeshire ligger i väster och Essex i söder.

Östangelns officiella flagga, med tre kronor.

Östangeln (engelska: East Anglia), är en landsdel i östra England, Storbritannien. Denna landsdel utgörs av grevskapen Cambridgeshire, Essex, Suffolk och Norfolk.

## Bakgrund
Östangeln är Englands mest låglänta område och kännetecknas av platta, vidsträckta fält. Området strax söder om bukten The Wash (framförallt bestående av norra delen av Cambridgeshire) var en gång i tiden obeboelig sumpmark som dikades ur från 1600-talet och framåt, bland annat med hjälp av expertis från Nederländerna där man redan var framstående inom denna teknik. Man anlade kanaler även i Östangeln, mellan vilka man skapade odlingsbara fält som kallas för fens. Därför kallas detta område ofta för The Fens eller Fenland.
Fram till tidig medeltid tillhörde större delen av Östangeln den så kallade Danelagen.

## Heraldiskt vapen
Östangelns inofficiella vapen liknar Sveriges lilla riksvapen (i blått fält tre öppna kronor av guld, ordnade två över en). Enligt legenden härleds det från Edmund martyrens banér.